# 阿拉霍西亞的亞歷山卓

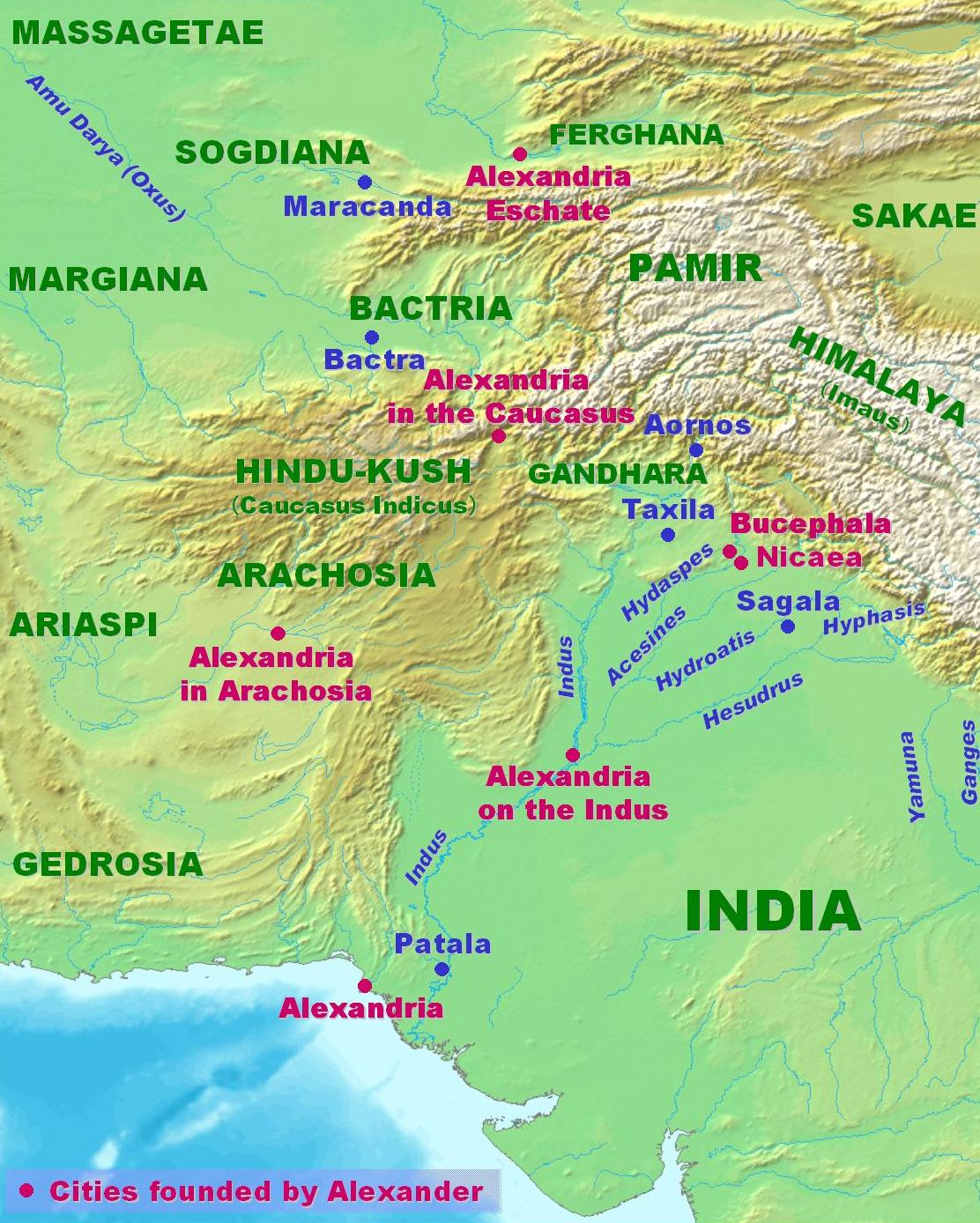
阿拉霍西亞的亞歷山卓在今日的坎大哈

阿拉霍西亞的亞歷山卓 (希腊语: Ἀλεξάνδρεια Ἀραχωσίας) 為亞歷山大大帝在今日阿富汗東南部及部分巴基斯坦，古時希臘人稱作阿拉霍西亞的地區所建立的城市，阿拉霍西亞是古代阿契美尼德帝國、塞琉西帝國、孔雀王朝及安息的一個行省的希臘名稱。阿拉霍西亞的亞歷山卓為當時阿拉霍西亞首府，位置在今日阿富汗的坎大哈，坎大哈的名字就來自亞歷山卓演變過來。
根據一世紀卡拉克斯的伊西多爾的《帕提亞驛程志》中描述，亞歷山卓是阿拉霍西亞最大的城市，並且在當時還有一些希臘人居住在那裏，接受安息的統治。